# Gabriel von Seth

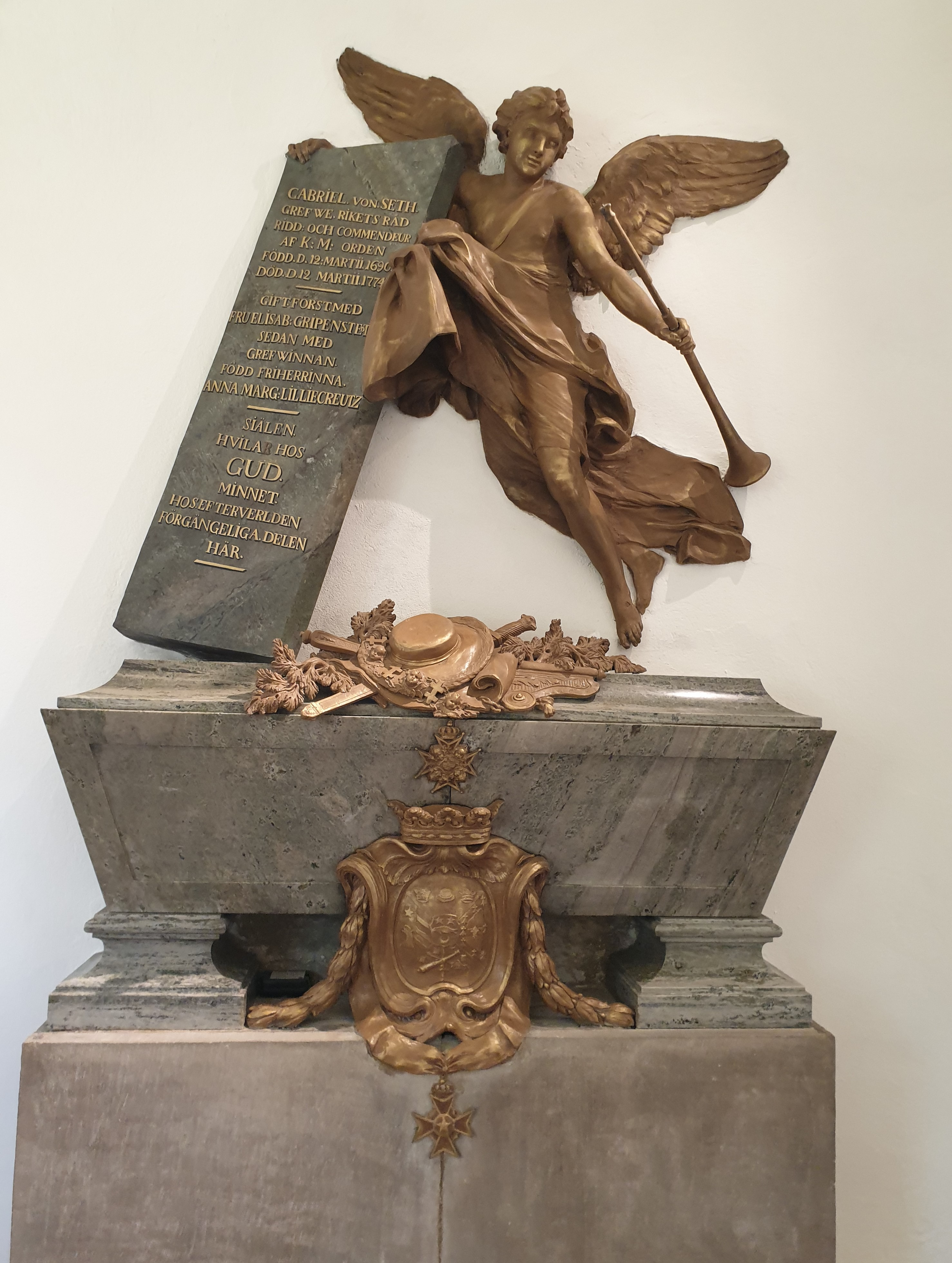
Gravvård eller epitafium över greve Gabriel von Seth i Byarums kyrka. Uppsatt 1775, skapat av Pierre Hubert L'Archevêque.

Gabriel von Seth, född den 1 mars 1690 på Kåröd i Myckleby socken i Bohuslän, död den 13 mars 1774 på Hörle bruk i Värnamo socken i Småland, var en svensk greve och riksråd. 

## Biografi
von Seth var son till generalguvernementssekreteraren i Göteborg Johan von Seth och Magdalena Schmidt. Han ingick sitt första äktenskap 1720 med Gertrud Elisabet Gripenstedt och gifte sig andra gången med friherrinnan Anna Margareta Lilliecreutz.
1709 hade von Seth avslutat sina universitetsstudier i Uppsala och inskrevs som extra ordinarie i Kansli- och Krigsexpeditionen. 1713 utnämndes han till auditör vid Hamiltonska regementet och befordrades tre år senare till fältsekreterare och vice generalauditör.
Efter Karl XII:s död anställdes han 1719 som krigssekreterare vid svenska huvudarmén och generalguvernementssekreterare i Riga, blev 1723 krigskommissarie i Krigskollegium, 1732 krigsråd, 1744 statssekreterare i Krigsexpeditionen och 1747 friherre och riksråd.
Han blev 1748 serafimerriddare och upphöjdes slutligen 1762 till greve. Vid 1765 års riksdag måste han jämte medbröder av Hattpartiet utträda ur rådskammaren, men inkallades igen, då Mösspartiet avgick 1769, åter i rådet. På grund av sina 79 år undanbad han sig då förtroendet.
Eftersom han var ovanligt skicklig och nitisk som ämbetsman vann han, i motsats till många andra under frihetstiden, tjänsten som riksråd endast på grund av personliga förtjänster. I rådet, där han under 18 år deltog i Hattarnas styrelse, intog han i allmänhet en medlande ställning och undvek att blanda sig i dagens partistrider.
Han är begravd i Byarums kyrka, Vaggeryds kommun, där sätesgården Bratteborg ligger. Epitafium över Gabriel von Seth, skapat av Pierre Hubert L'Archevêque, uppsattes i kyrkan 1775.